# Mont Kakoulima
Le mont Kakoulima (ou Kakulimah, Kakulima), qui culmine à 1 011 mètres d'altitude, est une montagne de Guinée située dans l'Ouest du pays, près de la limite entre la préfecture de Dubréka et celle de Coyah, à proximité de Conakry, la capitale. On lui donne localement le surnom de Chien qui Fume.
Une base militaire y est installée.

## Histoire
Le Kakoulima était considéré autrefois comme une montagne sacrée. Les Européens n'avaient pas le droit d'y monter.
L'ancien président Ahmed Sékou Touré y aurait fait procéder à des exécutions massives.

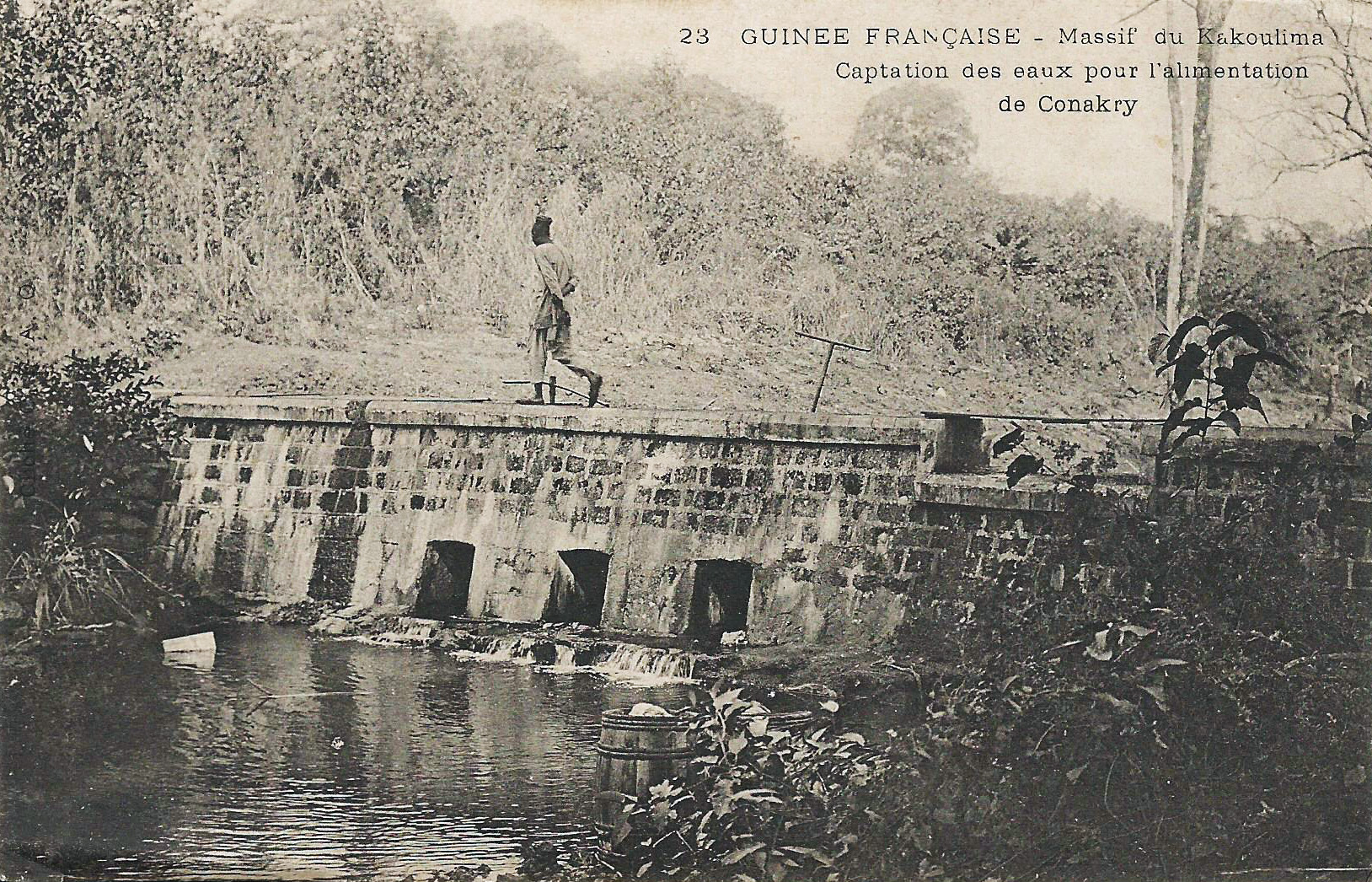
Massif du Kakoulima. Captation des eaux pour l'alimentation de Conakry (vers 1900).